# Взрыв на химическом заводе в Сяньшуе
Взрыв на химическом заводе в Сяньшуе — крупная техногенная катастрофа, произошедшая 21 марта 2019 года на химическом заводе компании Tianjiayi Chemical, расположенном в промышленном парке Чэньцзяган в уезде Сяньшуй городского округа Яньчэн провинции Цзянсу, Китай. 78 человек погибло, 617 получили ранения.

## Место катастрофы
Взрыв произошёл на территории промышленного парка Чэньцзяган в уезде Сяншуй на химическом предприятии компании Tianjiayi Chemical, которая специализируется на производстве удобрений и пестицидов.
В этом промышленном районе регулярно происходили аварии на химических предприятиях. Например, 27 ноября 2007 года на предприятии компании Jiangsu Lianhua Technology Co., Ltd. произошёл взрыв, в результате которого 8 человек погибли. 23 ноября 2010 года на предприятии компании Jiangsu Dahe Chlor-Alkali Chemical Company произошла утечка хлора, более 30 человек получили отравления. В 2011 году местные жители были эвакуированы из-за неподтвердившейся тревоги на химических предприятиях. 18 мая 2011 года на Южном химическом заводе произошёл крупный пожар, а 26 июля произошёл серьёзный несчастный случай, повлекший за собой жертвы.
В 2012 году компания Tianjiayi Chemical Co., Ltd. была оштрафована на 1 миллион юаней за нарушение экологических норм при утилизации более 100 тонн химических отходов и серьёзное загрязнение окружающей среды.

## Взрыв
Взрыв произошёл в 14:48 по местному времени. Сейсмические станции China Earthquake Networks Center зарегистрировали толчок землетрясения силой до 2,2 баллов с эпицентром, который находился в координатах 34°19′52″ с. ш. 119°43′26″ в. д.Взрыв явился причиной многочисленных пожаров в Яньчэне, полностью разрушены несколько прилежащих зданий, в радиусе до 6 километров разбиты окна. Значительный ущерб был нанесен близлежащим фабрикам и офисам, например, сорвало крышу химического завода в 3 км от взрыва.
Первоначально 22 марта было объявлено о 64 убитых и 94 тяжело раненых. Заявлено 28 пропавших без вести. Более 640 человек нуждались в стационарном лечении и были доставлены в больницы. Среди пострадавших были дети из местного детского сада. В связи с сильнейшими разрушениями в эпицентре взрыва, объявленные пропавшими без вести могут в дальнейшем пополнить число жертв.
После уточнений официальным числом погибших считается 78, при 617 раненых. Мэр Яньчэн Цао Любао сказал, что спасатели обнаружили ещё 14 тел после тщательного осмотра на территории 20 компаний и предприятий в районе 2 квадратных километров. Из 28 пропавших без вести найдено 25 тел (Синьхуа).

## Причины
О причинах аварии официально не объявлялось. Имеется несколько неподтвержденных заявлений выживших работников предприятия.

## Ликвидация последствий
Авария была отнесена к I уровню (особо серьёзные аварии, красный уровень угрозы) по классификации Национального механизма реагирования на чрезвычайные ситуации. Этот уровень аварий находится в ведении Государственного совета КНР.
21 марта в 14:52 пожарной охраной округа Яньчэн была объявлена первая тревога. На ликвидацию пожарно-спасательный отряд Яньчэн отправил 41 пожарную машину и 188 пожарных. Несколько часов спустя в ликвидации участвовало в общей сложности 930 пожарных, 192 пожарных машины и 9 единиц тяжёлой техники. 21 марта в 21:30 пожар на месте происшествия всё ещё был очень сильным, сопровождался густым чёрным дымом. Результаты аэрофотосъёмки с дронов показывали, что на месте происшествия всё ещё много локальных очагов пожара. В 7 часов 22 марта три горящих ёмкости и пять других очагов в районе происшествия были потушены. По другой информации сообщалось, что пожары были локализованы к 01:00 и потушены к 03:00 22 марта 2019 по местному времени.
Согласно сообщению «Beijing News», около 20 машин скорой помощи из Яньчэня, Дунтая и Наньтуня были направлены в помощь больнице уезда Сяншуй. В оказании помощи в общей сложности приняли участие 3500 медицинских работников, 16 больниц и 90 машин скорой помощи. Помощь оказана в общей сложности 640 раненым. Жители Сяншуй организовали донорство крови для раненых.
Непосредственно после инцидента концентрация диоксида серы и оксидов азота в местном воздухе однажды превысила норматив в 57 и 248 раз. По данным бюро охраны окружающей среды провинции Цзянсу, контролируемые уровни бензола, толуола и ксилола в этом районе существенно превышали норму, а уровни ацетона и хлороформа были в пределах нормы.
Мэр Цао сказал, что взрыв повредил 952 дома в прибрежном округе Сяньшуй, 89 из которых считаются серьезно поврежденными и будут снесены. Домовладельцы аварийных зданий могут либо получить компенсацию, либо переезжать в дома, предлагаемые правительством, либо восстанавливать свои старые дома.